# Megachile canifrons
Megachile canifrons är en biart som beskrevs av Smith 1853. Megachile canifrons ingår i släktet tapetserarbin, och familjen buksamlarbin. Inga underarter finns listade i Catalogue of Life.